# Stefan Geiger
Stefan Geiger (1967) é um maestro e trombonista alemão. É o maestro titular e diretor musical da Orquestra Sinfônica do Paraná, em Curitiba, e trabalha como maestro convidado na NDR Elbphilharmonie Orchester, em Hamburgo. Dentre os prêmios que ganhou, destacam-se o Concours International du Festival de Musique de Toulon, em 1989, e a competição do Prague Spring Festival, em 1992.

## Carreira
Vindo de família de músicos, Stefan Geiger aprendeu as primeiras notas no trombone com seu irmão mais velho. “Meu irmão, que é 14 anos mais velho do que eu, foi meu primeiro professor de trombone. Tive muita sorte de nascer em uma família assim. Meu pai não me obrigava a praticar muitas horas por dia, não era assim. Ele me deu a oportunidade de aprender muito sobre música”, disse o maestro em entrevista para o portal Viver Bem, do jornal paranaense Gazeta do Povo. Conseguiu uma bolsa de estudos da Fundação Alemã de Bolsas Escolares (Studienstiftung des deutschen Volkes) e iniciou sua carreira como trombonista solo na Bayerische Staatsoper de Munique. Seus professores incluíam Branimir Slokar (trombone) e Peter Eötvös (regência). Pouco tempo depois, assumiu a mesma posição na Orquestra Filarmônica do Elba, em Hamburgo. Formou-se em direção musical e trabalhou como assistente para Christoph Eschenbach, Valery Gergiev e Christoph von Dohanyi. Em 1996, se tornou diretor artístico da Landesjurgendorchester Bremen (Orquestra Jovem de Bremen). De 2002 a 2007 trabalhou com a direção da orquestra de Hochschule für Künste de Bremen. Seu repertório completo inclui mais de 60 compositores.

## Maestro convidado
Stefan Geiger já trabalhou como maestro convidado para as orquestras Schleswig-Holstein Festival Orchester, Ensemble Resonanz, Würzburger Philharmoniker, Nürnberger Symphoniker, Deutsche Kammerphilharmonie Bremen, Transylvania State Philharmonic Orchestra, Orquestra de Câmara da Cidade de Curitiba e Romanian Youth Orchestra.

## NDR Elbphilharmonie Orchester
Desde setembro de 1991 mantém sua posição como trombonista na Orquestra Filarmônica do Elba, em Hamburgo Atua também como maestro convidado, tendo regido concertos que variam do repertório clássico de orquestra às músicas de vídeo games e concertos acompanhados pela projeção de filmes.

## Orquestra Sinfônica do Paraná
Desde a temporada 2016, Stefan Geiger é o maestro-titular e diretor musical da Orquestra Sinfônica do Paraná, um dos quatro corpos estáveis do Centro Cultural Teatro Guaíra, em Curitiba – PR (Brasil). Ele foi escolhido como maestro-titular pelos próprios músicos da orquestra em 2015, assumindo o trabalho a partir de janeiro de 2016.
Na OSP ele já regeu concertos de música clássica, contemporânea e também os concertos acompanhados da projeção de filmes, como Metrópolis (1927) e Luzes da Cidade (1931). A reformulação de parte da Orquestra Sinfônica do Paraná ocorreu em 2017, segundo ano de Geiger na direção. Ele colaborou na organização da banca de processos seletivos realizada pelo Serviço Social Autônomo PALCOPARANÁ, que selecionou 30 novos músicos para a orquestra.

## German Games Music Award
Stefan Geiger é co-fundador e membro do comitê de seleção do German Games Music Award, competição para jovens compositores de trilhas sonoras para jogos de computador. A transmissão ao vivo via Internet em 2012 do evento foi uma das postagens mais visualizadas do Arte Liveweb.